# Убийство Нахеля Мерзука
Убийство Нахеля Мерзука произошло утром 27 июня 2023 года во время остановки полицейского автомобиля в Нантере, пригороде Парижа. Этот случай вызвал большой отклик и возобновил дискуссию о насилии и расизме во французской полиции, что привело к общенациональным протестам, беспорядкам и актам насилия в последующие дни.

## Беспорядки
В тот же день вспыхнули жестокие беспорядки, перекинувшиеся на несколько французских городов и даже на столицу Бельгии, Брюссель. К концу июня во время беспорядков были ранены 522 полицейских, а 875 человек были арестованы. В ответ правительство во главе с президентом Эммануэлем Макроном решило мобилизовать до 45 000 дополнительных полицейских. Макрон заявил, что выстрел полицейского был непростительным и не может быть оправдан. Оппозиция обвинила правительство в слабом управлении, особенно за отказ объявить чрезвычайное положение. Бабушка 17-летнего мальчика призвала участников беспорядков к спокойствию, заявив, что они используют убийство Мерзука как мотив к ограблениям.
Насилие, пожары и мародерство возобновились в ночь на 1 июля, в том числе в Лионе, Марселе и Гренобле. В общей сложности были арестованы 1311 человек. По данным министерства внутренних дел Франции, в ту ночь было подожжено 1 350 автомобилей, а на улицах города возникло 2 650 пожаров. Кроме сотен раненых, во время беспорядков погибли два человека: незнакомый мужчина, которого застрелили мародеры, и подросток, упавший с крыши супермаркета. Прокуратура начала расследование по факту покушения на убийство.
В ночь на 2 июля произошло нападение на здание Венсана Жанбруна, мэра города Л’Ая-ле-Роз. Неизвестные нападавшие на автомобиле прорвались через ворота дома и подожгли его вместе с несколькими мусорными баками. Во время бегства жена Жанбруна и двое их детей были обстреляны из фейерверков, в результате чего получили ранения.

Беспорядки и насилие
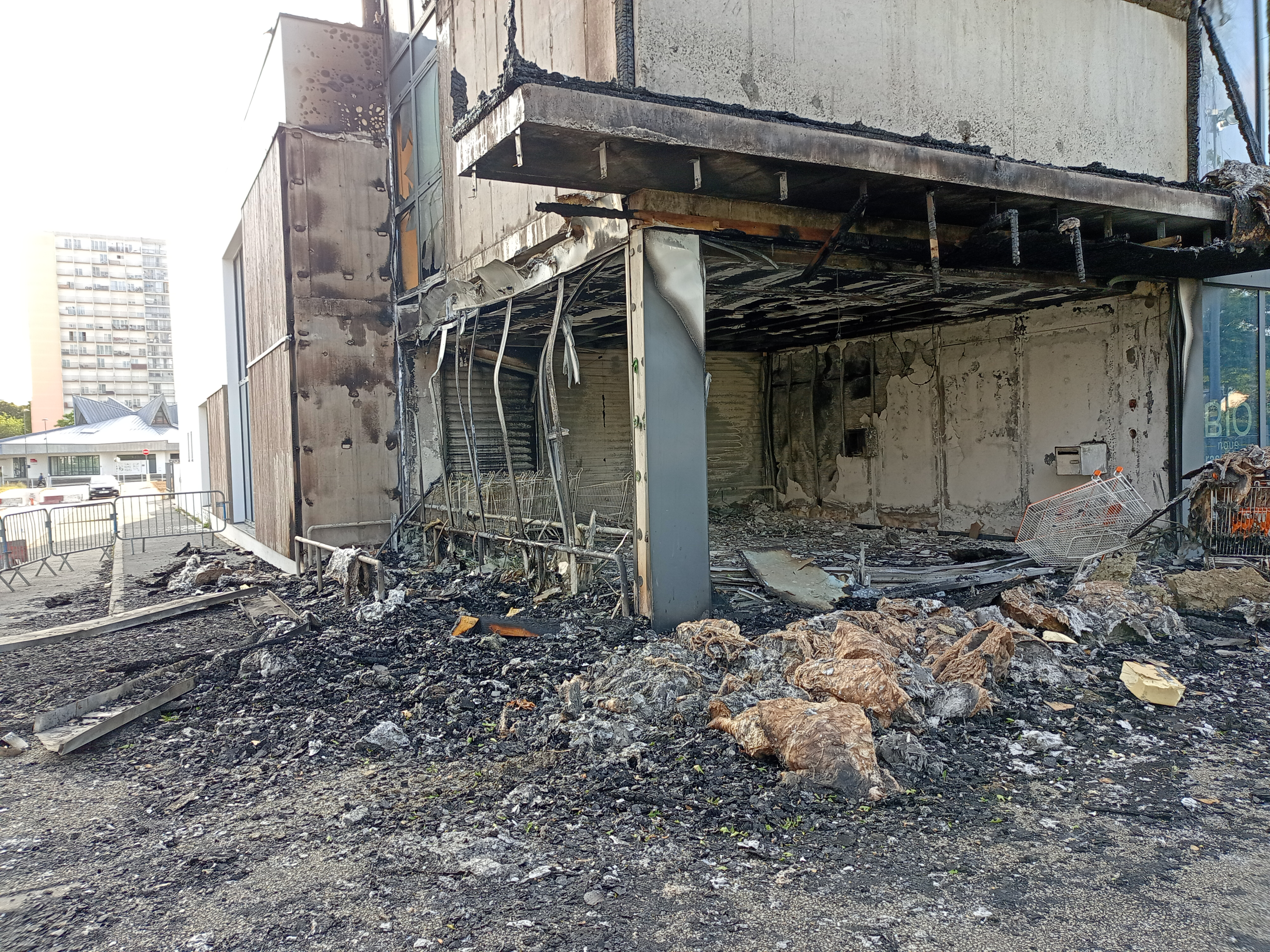
Брест
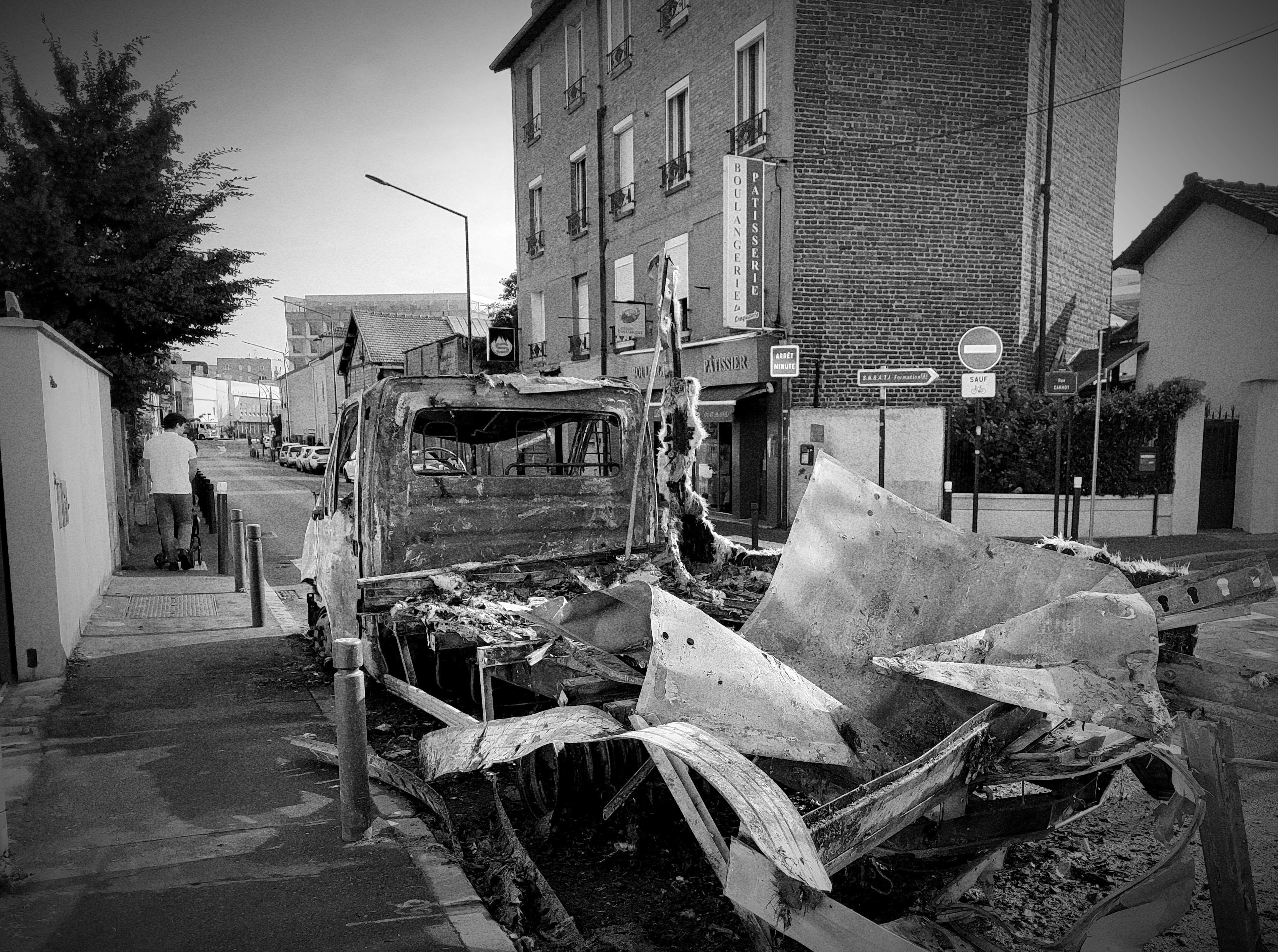
Вильжуиф
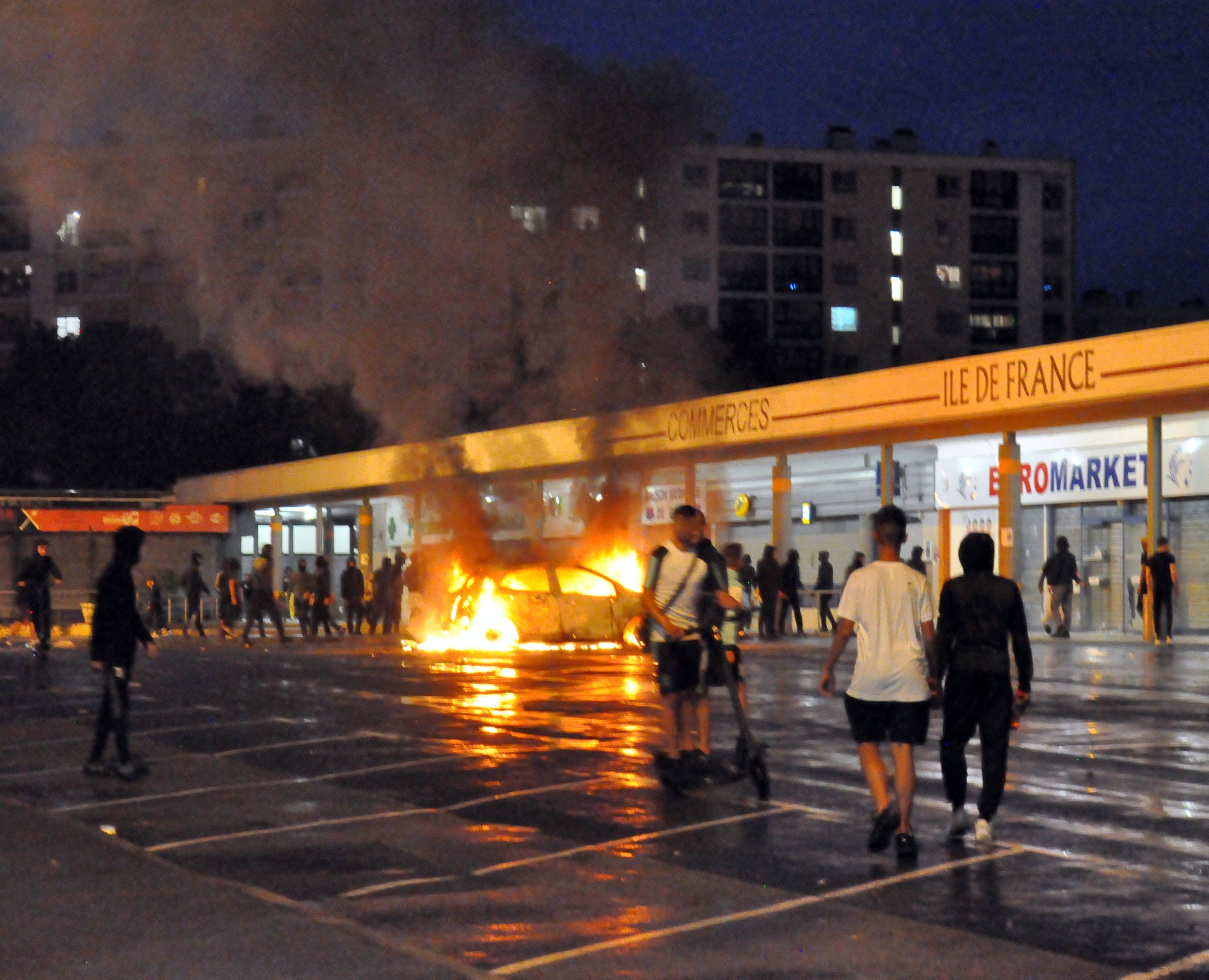
Плануаз
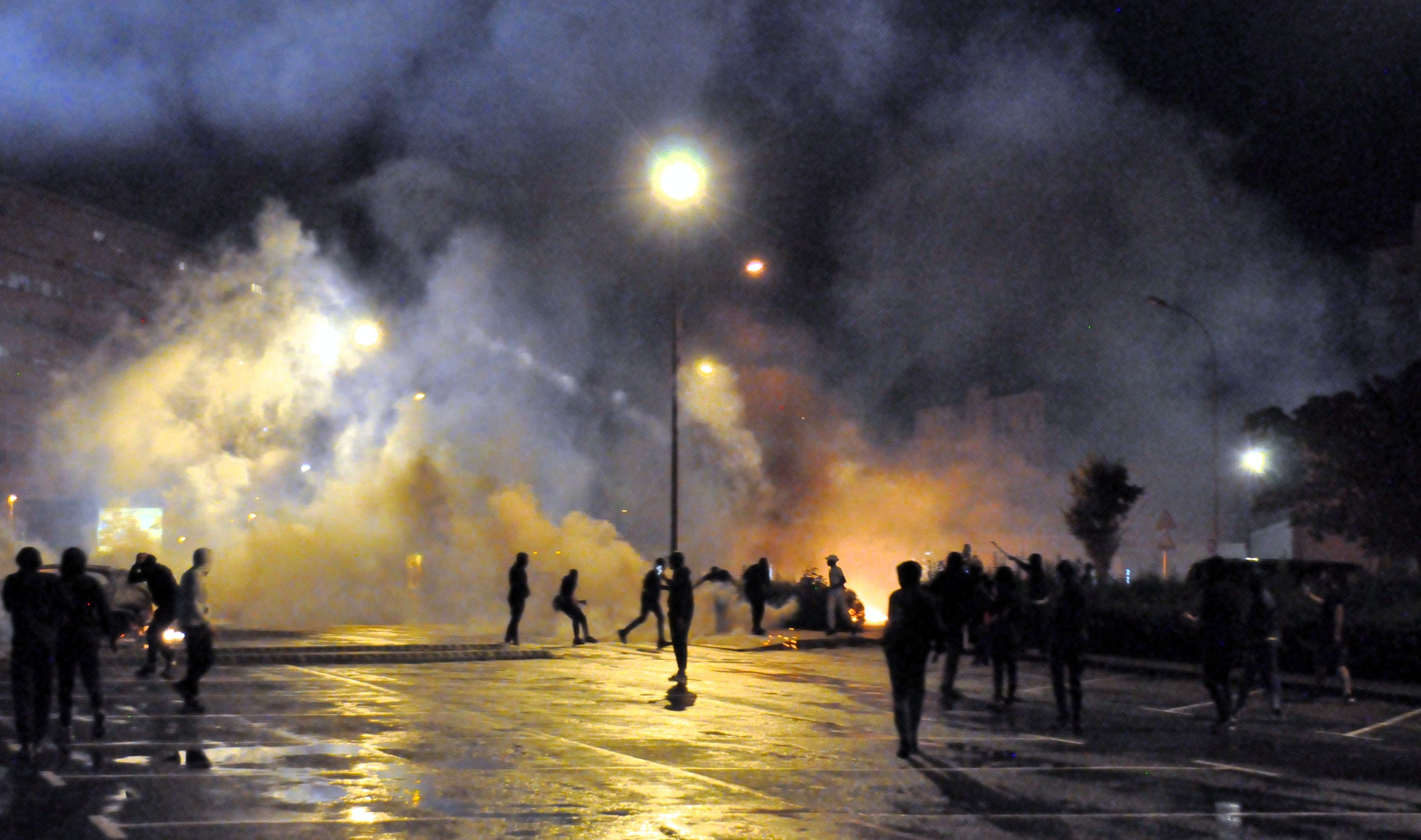
Плануаз